# Episodi di Butta la luna (seconda stagione)
La seconda stagione di Butta la luna, intitolata Butta la luna 2, è andata in onda in prima visione su Rai Uno dal 26 febbraio 2009 al 28 maggio 2009.
| nº | Titolo               | Prima TV Italia  |
| -- | -------------------- | ---------------- |
| 1  | Primo episodio       | 26 febbraio 2009 |
| 2  | Secondo episodio     | 5 marzo 2009     |
| 3  | Terzo episodio       | 12 marzo 2009    |
| 4  | Quarto episodio      | 19 marzo 2009    |
| 5  | Quinto episodio      | 26 marzo 2009    |
| 6  | Sesto episodio       | 2 aprile 2009    |
| 7  | Settimo episodio     | 9 aprile 2009    |
| 8  | Ottavo episodio      | 16 aprile 2009   |
| 9  | Nono episodio        | 30 aprile 2009   |
| 10 | Decimo episodio      | 7 maggio 2009    |
| 11 | Undicesimo episodio  | 14 maggio 2009   |
| 12 | Dodicesimo episodio  | 21 maggio 2009   |
| 13 | Tredicesimo episodio | 28 maggio 2009   |